# Lijst van rivieren in Duitsland
Dit is een overzicht van de belangrijkste rivieren in Duitsland.
De sortering van de lijst is stroomopwaarts. Rivieren die niet in Duitsland liggen zijn cursief weergegeven.
De rivieren in Duitsland stromen naar de Oostzee, de Zwarte Zee en de Noordzee. De belangrijkste rivieren van Duitsland zijn:
- stromend naar de Oostzee: de Oder
- stromend naar de Zwarte Zee: de Donau (en de belangrijkste zijrivieren Inn, Isar en Lech)
- stromend naar de Noordzee: de Rijn (en de belangrijkste zijrivieren Moezel, Main en Neckar), de Wezer en de Elbe (en de belangrijkste zijrivieren Havel, Saale en Moldau)

## Stromend naar deOostzee
Gesorteerd van noordwest (Deense grens) naar oost (Poolse grens).
- Schwentine (in Kiel)
- Trave (in Lübeck-Travemünde)
  - Wakenitz (in Lübeck)
- Warnow (in Warnemünde)
- Recknitz (in Ribnitz-Damgarten)

- Peene (in Peenemünde)
  - Tollense (in Demmin)
  - Peenestrom bijrivier van de Oder (uit het Oderhaf)

- Świna/Swine (in Świnoujście, Polen)
  - Uecker (in het Oderhaf in Ueckermünde)
  - Oder (in het Oderhaf bij Szczecin, Polen)
    - Lausitzer Neiße (bij Eisenhüttenstadt)

## Stromend naar deZwarte Zee
- Donau (in Sulina, Roemenië)
  - Ilz (in Passau)
  - Inn (in Passau)
    - Rott (in Schärding, Oostenrijk)
    - Salzach (in Haiming)
      - Saalach (in Freilassing)

    - Alz (in Marktl am Inn)
      - Traun (in Altenmarkt an der Alz)
      - Chiemsee (in Seebruck)
        - Tiroler Achen (in Grabenstätt)

  - Vils (in Vilshofen)
    - Große Vils
    - Kleine Vils

  - Isar (bij Deggendorf)
    - Ammer/Amper (bij Moosburg)
      - Glonn (in Allershausen)
      - Würm (bij Dachau)

    - Loisach (bij Wolfratshausen)

  - Große Laber (bij Straubing)
  - Regen (in Regensburg)
    - Chambach (in Cham)
    - Weißer Regen (bij Kötzting)
    - Schwarzer Regen (bij Kötzting)

  - Naab (bij Regensburg)
    - Vils (in Kallmünz)

  - Altmühl (in Kelheim)
  - Abens (bij Neustadt (Donau))
    - Ilm (bij Neustadt (Donau))

  - Paar (bij Vohburg)
  - Friedberger Ach (bij Oberhausen)
  - Lech (bij Donauwörth)
    - Wertach (in Augsburg)
    - Halblech (bij Schwangau)
    - Vils (bij Füssen)

  - Schmutter (in Donauwörth)
  - Zusam (in Donauwörth)
  - Wörnitz (in Donauwörth)
  - Brenz (in Lauingen)
  - Mindel (bij Günzburg)
  - Günz (in Günzburg)
  - Leibi (in Nersingen)
  - Blau (Donau) (in Ulm)
  - Iller (in Ulm)
    - Breitach (bij Oberstdorf)
    - Trettach (bij Oberstdorf)
    - Stillach (bij Oberstdorf)

  - Riß (bij Ehingen)
  - Lauter (bij Ehingen)
  - Ablach (bij Mengen)
  - Lauchert (bij Sigmaringen)
  - Brigach (bij Donaueschingen)
  - Breg (bij Donaueschingen)

## Stromend naar deNoordzee
Gesorteerd van zuidwest (Nederland) naar oost (Denemarken).

### Maas
- Maas (monding bij Stellendam, Nederland)
  - Niers (in Gennep, Nederland)
    - Nette (in Wachtendonk)

  - Swalm (in Swalmen, Nederland)
  - Roer (in Roermond, Nederland)
    - Worm (bij Heinsberg)
    - Inde (in Jülich)

### Rijn
- Rijn/Rhein (monding bij Hoek van Holland, Nederland)
  - Kalflack (bij Kalkar)
  - Lippe (in Wesel)
    - Pader (in Paderborn)
    - Alme (in Paderborn)
      - Afte (rivier) (in Büren)
        - Aabach (in Bad Wünnenberg)

  - Emscher (bij Dinslaken)
  - Ruhr (in Duisburg)
    - Volme (bij Hagen)
      - Ennepe (in Hagen)

    - Lenne (bij Hagen)
    - Hönne (in Menden)
    - Möhne (in Neheim-Hüsten)

  - Düssel (in Düsseldorf)
  - Erft (in Neuss)
  - Wupper/Wipper (in Leverkusen)
    - Dhünn (in Leverkusen)

  - Sieg (in Bonn)
    - Agger (in Siegburg)
    - Bröl (in Hennef)
    - Nister (in Wissen)
    - Heller (in Betzdorf)
    - Ferndorfbach (in Siegen)

  - Ahr (bij Sinzig)
  - Wied (rivier) (in Neuwied)
  - Nette (bij Neuwied)
  - Moezel (in Koblenz)
    - Elzbach (in Moselkern)
    - Alf (in Alf)
    - Lieser (bij Bernkastel-Kues)
    - Dhron (in Neumagen-Dhron)
    - Salm (bij Klüsserath)
    - Feller Bach (in Riol)
    - Kyll (bij Trier-Ehrang)
    - Ruwer (bij Trier-Ruwer)
      - Riveris (bij Waldrach)
      - Rauruwer (bij Hinzenburg)

    - Saar (bij Konz)
      - Nied (bij Rehlingen-Siersburg)
      - Prims (in Dillingen)
      - Blies (in Sarreguemines)
        - Schwarzbach (bij Zweibrücken)

    - Sauer (in Wasserbillig)
      - Prüm (bij Echternach)
        - Nims (in Irrel)

      - Our (in Wallendorf)

  - Lahn (in Lahnstein)
    - Aar (in Diez)
    - Weil (in Weilburg)
    - Dill (in Wetzlar)
    - Ohm (in Cölbe)

  - Wisper (in Lorch)
  - Nahe (in Bingen)
    - Alsenz (bij Bad Kreuznach)
    - Glan (bij Bad Sobernheim)
      - Lauter (in Lauterecken)

  - Selz (in Ingelheim)
  - Main (in Mainz)
    - Nidda (in Frankfurt-Höchst)
    - Kinzig (in Hanau)
    - Gersprenz (bij Aschaffenburg)
    - Aschaff (in Aschaffenburg)
    - Tauber (in Wertheim am Main)
    - Fränkische Saale (in Gemünden am Main)
      - Brend (in Bad Neustadt)

    - Regnitz (in Bamberg)
      - Pegnitz (in Fürth)
      - Rednitz (in Fürth)
        - Fränkische Rezat (in Georgensgmünd bij Roth)
        - Schwäbische Rezat (in Georgensgmünd bij Roth)

    - Weißer Main (bij Kulmbach)
    - Roter Main (bij Kulmbach)

  - Neckar (in Mannheim)
    - Elz (bij Mosbach)
    - Jagst (bij Bad Friedrichshall)
    - Kocher (in Bad Friedrichshall)
    - Enz (in Besigheim)
    - Murr (in Marbach am Neckar)
    - Rems (in Remseck)
    - Fils (in Plochingen)

  - Queich (bij Germersheim)
  - Pfinz (bij Germersheim)
  - Lauter (in Lauterbourg)
  - Murg (bij Rastatt)
  - Sauer (in Seltz, Frankrijk)
  - Acher (bij Lichtenau)
  - Rench (bij Lichtenau)
  - Kinzig (bij Kehl)
  - Elz (bij Lahr)
  - Kander (bij Weil am Rhein)
  - Wiese (bij Bazel)

### IJssel en Zwarte Water
- IJssel (in het IJsselmeer bij Kampen, Nederland)
  - Berkel (in Zutphen, Nederland)
  - Oude IJssel/Issel (in Doesburg, Nederland)

- Zwarte Water (in het IJsselmeer bij Genemuiden, Nederland)
  - Vechte (bij Zwolle, Nederland)
    - Dinkel (in Neuenhaus)

### Eems en Jade
- Ems/Eems (bij Delfzijl, Nederland)
  - Leda (in Leer)
    - Soeste (bij Barßel)

  - Hase (in Meppen)
  - Münstersche Aa (in Greven)
  - Bever (bij Telgte)

- Jade (in de Jadeboezem bij Varel)

### Wezer
- Wezer (bij Bremerhaven)
  - Hunte (in Elsfleth)
  - Lesum (in Bremen-Vegesack)
    - Hamme (in Ritterhude)
    - Wümme (in Ritterhude)

  - Aller (bij Verden)
    - Böhme (bij Rethem)
    - Leine (bij Schwarmstedt)
      - Ihme (in Hannover)
      - Innerste (bij Sarstedt)
        - Nette (bij Holle)
        - Grane (in Langelsheim)

      - Rhume (in Northeim)
        - Söse (bij Northeim)
        - Oder (Harz) (in Katlenburg-Lindau)
          - Sieber (in Hattorf am Harz)

    - Wietze (bij Wietze)
    - Örtze (in Winsen)
      - Wietze (bij Faßberg)

    - Fuhse (in Celle)
    - Lachte (in Celle)
      - Lutter (bij Lachendorf)

    - Oker (in Müden (Aller))
      - Schunter (bij Braunschweig)
        - Scheppau (bij Königslutter)

      - Gose/Abzucht (bij Goslar)

  - Werre (in Bad Oeynhausen)
    - Westfälische Aa (in Herford)

  - Diemel (in Bad Karlshafen)
  - Fulda (in Hannoversch Münden)
    - Eder (in Edermünde)
      - Schwalm (bij Fritzlar)

    - Haune (in Bad Hersfeld)

  - Werra (in Hannoversch Münden)
    - Hörsel (bij Eisenach)
    - Ulster (in Philippsthal)
    - Felda (bij Dorndorf)
    - Schmalkalde (in Schmalkalden)
    - Hasel (bij Meiningen)
    - Schleuse (bij Themar)

### Elbe
- Elbe (bij Cuxhaven)
  - Oste (bij Otterndorf)
  - Stör (bij Glückstadt)
  - Alster (in Hamburg)
  - Bille (rivier) (bij Hamburg)
  - Ilmenau (bij Winsen (Luhe))
  - Jeetzel (in Hitzacker)
  - Löcknitz (rivier) (bij Dömitz)
    - Elde (bij Lenzen)

  - Aland (in Schnackenburg)
  - Stepenitz (in Wittenberge)
    - Karthane (in Wittenberge)

  - Havel (bij Havelberg)
    - Neue Jäglitz (bij Havelberg)
    - Dosse (bij Vehlgast-Kümmernitz)
    - Rhin (bij Warnau)
    - Plane (bij Brandenburg an der Havel)
    - Nuthe (in Potsdam)
    - Spree (in Berlijn-Spandau)
      - Dahme (in Berlijn-Köpenick)

  - Tanger (bij Tangermünde)
  - Ohre (bij Rogätz)
  - Saale (in Barby)
    - Bode (in Nienburg (Saale)
    - Wipper (Saale) (bij Bernburg)
    - Weiße Elster (bij Halle (Saale))
      - Parthe (in Leipzig)
      - Pleiße (in Leipzig)
        - Sprotte (bij Altenburg)

      - Schnauder (bij Groitzsch)
      - Weida (bij Gera)
      - Göltzsch (bij Greiz)

    - Unstrut (bij Naumburg)
      - Wipper (Unstrut) (bij Heldrungen)
      - Gera (in Straußfurt)

    - Ilm (in Großheringen)
    - Orla (in Orlamünde)
    - Schwarza (in Schwarza)

  - Mulde (in Dessau)
    - Zwickauer Mulde (bij Colditz)
      - Chemnitz (bij Wechselburg)

    - Freiberger Mulde (bij Colditz (gemeente)|)
      - Zschopau (bij Döbeln)

  - Schwarze Elster (bij Wittenberg)
  - Jahna (in Riesa)
  - Weißeritz (in Dresden)
  - Prießnitz (in Dresden)
  - Lockwitz (in Dresden)
  - Müglitz (in Heidenau)
  - Wesenitz (in Pirna)
  - Gottleuba (in Pirna)
  - Biela (in Königstein)
  - Kirnitzsch (in Bad Schandau)
  - Eger/Eger (in Litoměřice, Tsjechië)
  - Vltava/Moldau (in Mělník, Tsjechië)
    - Berounka (bij Praag, Tsjechië)
      - Mže/Mies (in Pilsen, Tsjechië)

### Eider
- Eider (in Tönning)
  - Treene (in Friedrichstadt)